# Цетлин, Владимир Лейбович
Владимир Лейбович Цетлин (27 ноября 1899 года, Одесса — 27 октября 1971 года, Москва) — советский военный деятель, генерал-майор (1940 год).

## Начальная биография
Владимир Лейбович Цетлин родился 27 ноября 1899 года в Одессе.

## Военная служба

### Первая мировая и гражданская войны
В 1916 году был призван в ряды Русской императорской армии, после чего рядовым принимал участие в боевых действиях на Румынском фронте.
В 1917—1918 годах работал на кожевенном заводе в Одессе. В феврале 1918 года вступил в РККА, после чего служил красноармейцем и помощником командира взвода 1-го Одесского стрелкового полка, с ноября — красноармейцем 1-го Иваново-Вознесенского кавалерийского полка, с мая 1919 года — отделенным командиром 6-го инженерного батальона (3-я армия), после чего принимал участие в боевых действиях против войск под командованием А. В. Колчака. В сентябре того же года был назначен на должность командира взвода 402-го стрелкового полка (45-я стрелковая дивизия, южная группа войск 12-й армии), после чего принимал участие в боевых действиях против войск под командованием А. И. Деникина на правобережье Днепра, а затем — против вооружённых формирований под командованием Н. И. Махно в районе города Александровск.
С января 1920 года служил красноармейцем, помощником командира взвода и политруком эскадрона 2-го кавалерийского полка, участвовал в формировании отдельной кавалерийской бригады Г. И. Котовского в селе Лозоватка, в составе которого принимал участие в Одесской наступательной операции и освобождении Одессы, а с марта — во время советско-польской войны на киевском, шепетовском, злочевском и львовском направлениях.

### Межвоенное время
В мае 1921 года был назначен на должность военкома эскадрона 1-го кавалерийского полка (45-я стрелковая дивизия).
В апреле 1923 года Цетлин направлен на учёбу на отделение военных комиссаров при Харьковских военных повторных курсах РККА, после окончания которого в июле 1924 года был направлен в 13-й кавалерийский полк (3-я кавалерийская дивизия, 2-й кавалерийский корпус, Украинский военный округ), где служил на должностях политрука эскадрона, командира взвода, помощник командира и командира пулемётного эскадрона, командира и политрука кавалерийского эскадрона, а в декабре 1929 года был назначен на должность командира 3-го отдельного пулемётного эскадрона.
В ноябре 1930 года был направлен на учёбу на кавалерийские курсы усовершенствования командного состава РККА, после окончания которых в мае 1931 года вернулся в 3-ю кавалерийскую дивизию, где был назначен на должность командира пулемётного дивизиона 16-го кавалерийского полка, в августе — на должность помощника командира этого полка по хозяйственной части, в декабре — на должность начальника полковой школы младшего комсостава, а в декабре 1932 года — на должность начальника штаба 15-го кавалерийского полка.
В апреле 1935 года был назначен на должность командира 101-го кавалерийского полка (26-я кавалерийская дивизия, Киевский военный округ), в сентябре 1937 года — на должность командира 26-й кавалерийской дивизии, в июне 1938 года — на должность командира 34-й кавалерийской дивизии (4-й кавалерийский корпус, Киевский военный округ), а в феврале 1940 года — на должность 2-го заместителя командующего 17-й армией (Забайкальский военный округ), одновременно военного советника при Главнокомандующем МНРА.

### Великая Отечественная война
С началом войны Цетлин находился на прежней должности. Армия выполняла задачи по обороне Забайкалья.
В июне 1943 года был назначен на должность заместителя командира 7-го гвардейского стрелкового корпуса. Во время Старорусско-Новоржевской операции с 29 февраля по 6 марта 1944 года временно исполнял должность командира этого корпуса.
В апреле 1944 года был направлен на учёбу на ускоренный курс при Высшей военной академии имени К. Е. Ворошилова, после окончания которого в марте 1945 года был назначен на должность заместителя командира 26-го стрелкового корпуса, который вскоре принимал участие в боевых действиях во время Берлинской наступательной операции и в штурме Берлина.

### Послевоенная карьера
В мае 1945 года был назначен на должность командира 94-й гвардейской стрелковой дивизии (Группа советских войск в Германии), однако в августе 1947 года освобождён от занимаемой должности «за политическую беспечность, грубость к подчиненным и низкую дисциплину в дивизии» и назначен на должность командира 13-й отдельной стрелковой бригады (Таврический военный округ).
В декабре 1948 года был направлен на учёбу на курсы усовершенствования командиров стрелковых дивизий при Военной академии имени М. В. Фрунзе, после окончания которых с апреля 1950 года находился в распоряжении Главного управления кадров Советской Армии и в сентябре того же года был назначен на должность заместителя командира 12-й стрелковой дивизии (1-я Отдельная Краснознамённая армия).
Генерал-майор Владимир Лейбович Цетлин в июне 1952 года вышел в запас. Умер 27 октября 1971 года в Москве.

## Семья
Сын — Владимир Владимирович Цетлин (1939—2022), физик, учёный в области авиакосмической медицины.

## Награды
- Орден Ленина;
- Три ордена Красного Знамени;
- Орден Кутузова 2 степени;
- Орден Отечественной войны 1 степени;
- Орден Красной Звезды;
- Медали.

Иностранные награды:
- Орден Боевого Красного Знамени (МНР);